# Fryderyka Charlotta von Hohenzollern
Fryderyka Charlotta Pruska (ur. 7 maja 1767 w Charlottenburgu, zm. 6 sierpnia 1820 w Weybridge w Anglii), księżniczka pruska, księżna Yorku i Albany.

## Życiorys
Była jedyną córką Fryderyka Wilhelma II Hohenzollerna, króla Prus, z jego pierwszego małżeństwa z Elżbietą Krystyną Brunszwicką.
29 września 1791 roku, w Charlottenburgu, wyszła za mąż za Fryderyka, księcia Yorku i Albany, drugiego syna Jerzego III Hanowerskiego. Nowa księżna Yorku była entuzjastycznie witana w Londynie, ale jej małżeństwo nie było szczęśliwe i w krótkim czasie orzeczono separację. Nie mieli dzieci.
Fryderyka Charlotta zmarła 6 sierpnia 1820 roku w Oatlands Park, Weybridge, Surrey, Anglia.

## Tytulatura
- Jej Wysokość Księżniczka Prus Fryderyka (7 maja 1767 – 29 września 1791)
- Jej Królewska Wysokość Księżna Yorku i Albany Fryderyka (29 września 1791 – 6 sierpnia 1820)